# Рельеф Берни
Рельеф Берни (англ. Burney Relief), также известный как Королева/Царица Ночи (Queen of the Night) — терракотовый рельеф из Южной Месопотамии, датированный 1800—1750 гг. до н. э. Изображает обнаженную женщину с зооморфными чертами: крыльями и когтистыми лапами вместо ног. Фигура не идентифицирована, среди самых распространенных версий: Иштар, Эрешкигаль или Лилит (месопотамская демоница лилиту). Находится в Британском музее и носит имя лондонского антиквара Сидни Берни.

## Описание
Рельеф Берни представляет собой прямоугольную терракотовую плитку высотой 49,5 см и шириной 37 см; голова фигуры выступает на 4,5 см от поверхности пластины. Для своего достаточно крупного (относительно прочих находок) размера, периода создания и материала рельеф Берни обладает удивительной сохранностью.
Рельеф изображает обнаженную женщину с пышной грудью и бедрами, выраженной талией. За её спиной два опущенных птичьих крыла, ноги ниже колен превращаются в лапы с когтями, как у хищной птицы. Она стоит на двух лежащих львах, смотрящих в разные стороны. По обе стороны от львов, по бокам рельефа, находятся две совы. Крылья и лапы сов сделаны в той же манере, что и зооморфные черты женской фигуры, и позволяют предположить в ней самой именно «совиные» черты.
Руки женщины согнуты в локтях и подняты по обе стороны от тела, в руках она держит неидентифицированные предметы (символы), представляющие собой кольцо с поперечной перекладиной (прутом). Исследователь Генри Франкфорт в одной из первых публикаций, посвященных находке, определил эти знаки как «известные атрибуты богов». Символ «прут и кольцо» (англ. Rod-and-ring symbol) встречается и на других произведениях месопотамского искусства и обычно связан с богами, часто передается божеством земному царю (в этом контексте символ можно видеть на знаменитой стеле с законами Хаммурапи этих же времён). Значение его не расшифровано, вопрос о сходстве и связи с другими символами, например, египетским символом шен, является дискуссионным.
Оба запястья женщины украшают браслеты, а шею — широкое ожерелье-воротник. На голове сложный четырёхуровневый головной убор, напоминающий тюрбан и увенчанный диском. Аналогичные головные уборы, но без навершия, можно в изобилии видеть на других изделиях, изображающих различных божеств (например, Шамаша или Иштар).

Фигура была вылеплена вручную или сперва отлита, а затем доработана с добавлением мелких деталей. Линии (например, рисунок перьев на крыльях) процарапывались острым инструментом. Судя по остаткам пигмента на поверхности, первоначально была окрашена, а в глазницы были вставлены драгоценные камни. 

Реконструкция предполагаемой изначальной росписи изделия

 Согласно реконструкции первоначальной окраски, тело богини и фигуры сов были выкрашены в красный (в качестве красителя использовалась красная охра), тела львов и часть перьев на крыльях птиц и богини — в белый (гипс), а фон, гривы львов и прочие мелкие детали — в чёрный (сажа). Головной убор, украшения и «прутья с кольцами», вероятно, были окрашены в жёлтый, однако жёлтого пигмента на рельефе не обнаружили, предположение было сделано на основе изучения фигур, содержащих те же стилистические элементы и относящихся к тому же периоду.
Стилистические сравнения относят рельеф самое раннее к периоду Исина и Ларсы (XIX век до н. э.) или немного позже, к началу Старовавилонского царства (XVIII век до н. э.). Франкфорт особенно отмечает стилистическое сходство со скульптурной головой мужского божества, найденной в Уре, которую бывший куратор Британского музея Доминик Коллон считает «настолько близкой по качеству, мастерству и иконографическим деталям, что она вполне могла быть изготовлена в той же мастерской». Таким образом, Ур является одним из возможных городов происхождения рельефа, но не единственным: археолог-искусствовед Эдит Порада указывает на идентичность стиля с деталями, которые можно увидеть на двух фрагментах глиняных пластин, раскопанных в Ниппуре. А ассириолог Агнес Спике сообщила о похожем ожерелье на фрагменте, найденном в Исине.

## История
Место и обстоятельства происхождения рельефа неизвестны. Некий сирийский торговец приобрел его, вероятно, около 1924 года на юге Ирака. В поле зрения европейских исследователей изделие попало в 1933 году, тогда же начались сомнения в его подлинности, вызванные неожиданно хорошей сохранностью и необычностью изображенной композиции (в частности, не было единого мнения, известны ли были жителям Месопотамии совы). В 1935 году рельеф был предложен для покупки Британскому музею за £ 350 компанией Selim Homsy & Co. от имени Абдула Джабара из Басры. Однако музей отклонил это предложение.
В следующем году интерес к изделию вновь возрос в связи с первой публикацией его изображения в Иллюстрированных лондонских новостях в качестве прежде неизвестного терракотового рельефа, названного по имени одного из владельцев — археолога Сидни Берни.
Дальнейшие многочисленные исследования в целом подтвердили подлинность изделия, хотя дискуссия об атрибутации изображенной женской фигуры продолжается по сей день. В последующие десятилетия рельеф Берни прошёл через руки нескольких частных коллекционеров. Последним из этих коллекционеров был японец Сакамото Горо, у которого Британский музей приобрел артефакт за £1,5 млн ($1,9 млн) в 2004 году, чтобы отметить его 250-летие. Музей дал рельефу новое название — «Королева Ночи». С тех пор этот объект путешествовал по музеям Великобритании.

## В культуре

Анимированная Царица ночи

- В мультфильме 2018 года «Седер-мазохизм» показана анимированная Царица ночи наряду с другими танцующими богинями.
- Упоминается в романе Ивана Ефремова «Таис Афинская» (1972 г.) в главе «У Матери Богов»